# Estação Terminal Asa Sul
A Estação Terminal Asa Sul (ou simplesmente Estação Asa Sul) é uma das estações do Metrô do Distrito Federal, situada em Brasília, entre a Estação 114 Sul e a Estação Shopping. Administrada pela Companhia do Metropolitano do Distrito Federal, faz parte da Linha Verde e da Linha Laranja.
Foi inaugurada em 17 de agosto de 1998. Atende o bairro Asa Sul, situado na região administrativa de Brasília. A estação recebeu esse nome pois está localizada ao lado do terminal de ônibus urbanos da Asa Sul.